# Friona (geslacht)
Friona is een geslacht van insecten uit de orde vliesvleugeligen (Hymenoptera) en de familie Ichneumonidae.

## Soorten
- F. albomaculata (Cameron, 1902)
- F. aurangabadensis Patil & Nikam, 1997
- F. bhagmandlensis Jonathan, 2006
- F. curvicarinata Cameron, 1904
- F. delenita (Tosquinet, 1903)
- F. didymata Morley, 1914
- F. diffidens (Tosquinet, 1903)
- F. fensa (Tosquinet, 1903)
- F. flavipes (Cameron, 1902)
- F. frontella Cameron, 1904
- F. geniculata (Brulle, 1846)
- F. kamathi Jonathan, 2006
- F. lepida (Smith, 1858)
- F. nigriceps (Szepligeti, 1908)
- F. nigrifacies Jonathan, 2006
- F. nigriterga Jonathan, 2006
- F. notabilis (Tosquinet, 1903)
- F. okinawana Uchida, 1930
- F. perliberalis (Tosquinet, 1903)
- F. perpulcher (Cameron, 1897)
- F. pistica (Tosquinet, 1903)
- F. plagiata (Cameron, 1905)
- F. pleuralis Cameron, 1905
- F. rahuli Jonathan, 2006
- F. recalx (Tosquinet, 1903)
- F. reticulata (Cameron, 1905)
- F. rufescens Morley, 1914
- F. rufibasis Townes, Townes & Gupta, 1961
- F. ruficoxis (Cameron, 1902)
- F. rufipes Cameron, 1905
- F. similis Jonathan, 2006
- F. spoliator (Smith, 1859)
- F. striolata Cameron, 1902
- F. varipes Cameron, 1903